# 이십오유
25유(二十五有)에서 유(有)는 '존재'를 뜻하는데, 특히 윤회하는 존재, 즉 완전한 깨달음에 도달하지 못했기에 어쩔 수 없이 3계 6도에 윤회하는 유정, 즉 성불에 이르기 위해 노력해야 하는 상태에 있는 유정을 뜻한다. 따라서 25유는 생사윤회(生死輪迴)의 미혹의 세계[迷界] 또는 유정의 미혹된 상태[迷界]를 25가지로 구분한 것이다.
또한, 유(有)라는 낱말에는 원인이 있으면 반드시 결과가 있다는 것, 즉 인과(因果)의 법칙이 반드시 존재한다는 뜻이 있다. 이러한 의미에서는 25유는 이숙과(異熟果)로서의  '3계의 유정의 소의신'을 25가지 유형으로 구분한 것이다.
제관의 《천태사교의》에 따르면, 3계 6도의 25유의 의보(依報) · 정보(正報)의 2보(二報) 전체가 4성제의 고제(苦諦), 즉 '괴로움의 진리'를 이룬다. 25유는 3계(3유) 또는 6도를 세분한 것으로, 간략히 말하면, 25유가 곧 고제이고, 3계(3유)이고, 6도이다.

## 25유
대승불교 경전인 《북본열반경》 제14권과 대승불교의 천태종의 논서인 《천태사교의》에 의거하여 25유(二十五有)를 나열하면 다음과 같다.
1. 지옥유(地獄有)
2. 축생유(畜生有)
3. 아귀유(餓鬼有)
4. 아수라유(阿修羅有)
5. 불바제유(弗婆提有)
6. 구야니유(瞿耶尼有)
7. 울단월유(鬱單越有)
8. 염부제유(閻浮提有)
9. 4천처유(四天處有)
10. 33천처유(三十三天處有)
11. 염마천유(炎摩天有)
12. 도솔천유(兜率天有)
13. 화락천유(化樂天有)
14. 타화자재천유(他化自在天有)
15. 초선유(初禪有)
16. 대범천유(大梵天有)
17. 2선유(二禪有)
18. 3선유(三禪有)
19. 4선유(四禪有)
20. 무상유(無想有)
21. 정거아나함유(淨居阿那含有)
22. 공처유(空處有)
23. 식처유(識處有)
24. 불용처유(不用處有)
25. 비상비비상처유(非想非非想處有)

## 3계 6도 분별
제관의 《천태사교의》에 기술된 바에 의거하여,
25유(二十五有)를 3계 6도로 분별하면 다음과 같다.

### 욕계 14유
25유 가운데 다음의 총 14유가 욕계(欲界)에 속한다.
1. 4악취(四惡趣) - 4악도(四惡道)라고도 한다.[13]
  1. 제1유 지옥유(地獄有) - 6도 가운데 지옥도의 유정들, 즉 나락가들을 말한다.
  2. 제2유 축생유(畜生有) - 6도 가운데 축생도의 유정들, 즉 축생들을 말한다.
  3. 제3유 아귀유(餓鬼有) - 6도 가운데 아귀도의 유정들, 즉 아귀들을 말한다.
  4. 제4유 아수라유(阿修羅有) - 6도 가운데 아수라도의 유정들, 즉 아수라들을 말한다.
2. 4주(四洲) - 4대주(四大洲) 또는 4천하(四天下)라고도 한다.[14][15]
  1. 제5유 불바제유(弗婆提有) - 6도 가운데 인간도에 속하는, 4주 가운데 동쪽의 승신주(勝身洲)의 유정들을 말한다. 즉, 동승신주(東勝身洲) 또는 동비제하(東毘提河)의 유정들 즉 인간들을 말한다.
  2. 제6유 구야니유(瞿耶尼有) - 6도 가운데 인간도에 속하는, 4주 가운데 서쪽의 우화주(牛貨洲)의 유정들을 말한다. 즉, 서우화주(西牛貨洲) 또는 서구다니(西瞿陀尼)의 유정들 즉 인간들을 말한다.
  3. 제7유 울단월유(鬱單越有) - 6도 가운데 인간도에 속하는, 4주 가운데 북쪽의 구로주(俱盧洲)의 유정들을 말한다. 즉, 북구로주(北俱盧洲) 또는 북울단월(北鬱單越)의 유정들 즉 인간들을 말한다.
  4. 제8유 염부제유(閻浮提有) - 6도 가운데 인간도에 속하는, 4주 가운데 남쪽의 섬부주(贍部洲)의 유정들을 말한다. 즉, 남섬부주(南贍部洲) 또는 남염부제(南閻浮提)의 유정들 즉 인간들을 말한다.
3. 6욕천(六欲天)[16]
  1. 제9유 4천처유(四天處有) - 6도 가운데 천상도에 속하는, 4왕천(四王天)의 유정들 즉 천중(天衆)들을 말한다.
  2. 제10유 33천처유(三十三天處有) - 6도 가운데 천상도에 속하는, 도리천(忉利天)의 유정들 즉 천중(天衆)들을 말한다.
  3. 제11유 염마천유(炎摩天有) - 6도 가운데 천상도에 속하는, 야마천(夜摩天)의 유정들 즉 천중(天衆)들을 말한다.
  4. 제12유 도솔천유(兜率天有) - 6도 가운데 천상도에 속하는, 도솔천(兜率天)의 유정들 즉 천중(天衆)들을 말한다.
  5. 제13유 화락천유(化樂天有) - 6도 가운데 천상도에 속하는, 낙변화천(樂變化天)의 유정들 즉 천중(天衆)들을 말한다.
  6. 제14유 타화자재천유(他化自在天有) - 6도 가운데 천상도에 속하는, 타화자재천(他化自在天)의 유정들 즉 천중(天衆)들을 말한다.

### 색계 7유
25유 가운데 다음의 총 7유가 색계(色界)에 속한다.
1. 초선천(初禪天)[20]
  1. 제15유 초선유(初禪有) - 6도 가운데 천상도에 속하는, 초정려(初靜慮) 즉 이생희락지(離生喜樂地)에서 대범천유(大梵天有)를 제외한 나머지 천중(天衆)들을 말한다. 즉, 색계 초선천(初禪天)의 범중천(梵衆天) · 범보천(梵輔天) · 대범천(大梵天)의 3천에서 이 3천의 왕인 대범천(大梵天)을 제외한 나머지 모든 천중(天衆)들을 말한다.
  2. 제16유 대범천유(大梵天有) - 6도 가운데 천상도에 속하는, 색계 초선천(初禪天)의 범중천(梵衆天) · 범보천(梵輔天) · 대범천(大梵天)의 3천의 왕인 대범천(大梵天)을 말한다.
2. 2선천(二禪天)[21]
  1. 제17유 2선유(二禪有) - 6도 가운데 천상도에 속하는, 제2정려(第二靜慮) 즉 정생희락지(定生喜樂地)의 천중(天衆)들을 말한다. 즉, 소광천(少光天) · 무량광천(無量光天) · 광음천(光音天)의 3천의 천중(天衆)들을 말한다.
3. 3선천(三禪天)[22][23]
  1. 제18유 3선유(三禪有) - 6도 가운데 천상도에 속하는, 제3정려(第三靜慮) 즉 이희묘락지(離喜妙樂地)의 천중(天衆)들을 말한다. 즉, 소정천(少淨天) · 무량정천(無量淨天) · 변정천(遍淨天)의 3천의 천중(天衆)들을 말한다.
4. 4선천(四禪天)[17]
  1. 제19유 4선유(四禪有) - 6도 가운데 천상도에 속하는, 제4정려(第四靜慮) 즉 사념청정지(捨念淸淨地)에서 무상천과 5정거천을 제외한 나머지 하늘[天]들의 천중(天衆)들을 말한다. 즉, 4선천에 속한 천중들 중 무상유와 정거아나함유를 제외한 천중들을 말한다.
  2. 제20유 무상유(無想有) - 6도 가운데 천상도에 속하는, 무상정을 닦은 외도나 범부가 태어나 받는 삶으로, 색계 4선천(四禪天)의 무운천(無雲天) · 복생천(福生天) · 광과천(廣果天) · 무상천(無想天) · 무번천(無煩天) · 무열천(無熱天) · 선견천(善見天) · 선현천(善現天) · 색구경천(色究竟天)의 9천 가운데 제4천인 무상천의 천중(天衆)들을 말한다.[7][24][25][26]
  3. 제21유 정거아나함유(淨居阿那含有) - 6도 가운데 천상도에 속하는 정거천(淨居天) 또는 5정거천(五淨居天)의 천중(天衆)들을 말한다. 성문4과 중 제3과인 아나함과(불환과)를 증득한 성인이 태어나 받는 삶이다. 즉, 색계 4선천(四禪天)을 이루는 무운천(無雲天) · 복생천(福生天) · 광과천(廣果天) · 무상천(無想天) · 무번천(無煩天) · 무열천(無熱天) · 선견천(善見天) · 선현천(善現天) · 색구경천(色究竟天)의 9천 가운데 무번천 · 무열천 · 선견천 · 선현천 · 색구경천의 5천의 천중(天衆)들을 말한다.[27][28][29]

### 무색계 4유
25유 가운데 다음의 총 4유가 무색계(無色界)에 속한다. 무색계의 네 하늘을 통칭하여 무색계 4천(無色界四天) 또는 4공처(四空處)라고도 한다.
1. 무색계 제1천(無色界 第一天)
  1. 제22유 공처유(空處有) - 6도 가운데 천상도에 속하는, 공무변처정(空無邊處定) 즉 공무변처지(空無邊處地)의 천중(天衆)들을 말한다.
2. 무색계 제2천(無色界 第二天)
  1. 제3유 식처유(識處有) - 6도 가운데 천상도에 속하는, 식무변처정(識無邊處定) 즉 식무변처지(識無邊處地)의 천중(天衆)들을 말한다.
3. 무색계 제3천(無色界 第三天)
  1. 제24유 불용처유(不用處有) - 6도 가운데 천상도에 속하는, 무소유처정(無所有處定) 즉 무소유처지(無所有處地)의 천중(天衆)들을 말한다.
4. 무색계 제4천(無色界 第四天)
  1. 제25유 비상비비상처유(非想非非想處有) - 6도 가운데 천상도에 속하는, 비상비비상처정(非想非非想處定) 즉 비상비비상처지(非想非非想處地)의 천중(天衆)들을 말한다.

## 25유 표
대승불교 경전인 《북본열반경》 제14권과 대승불교의 천태종의 논서인 《천태사교의》에 의거하여, 25유(二十五有)의 각각에 해당하는 3계 · 6도 · 선정 · 처소를 표로 나타내면 다음과 같다.
| 순서 | 25유 (二十五有)                 | 3계 (三界) | 6도 (六道) | 선정 (禪定)                                                                                             | 처소 (處所) |
| ---- | ------------------------------- | ---------- | ---------- | --- | --- |
| 1    | 지옥유(地獄有)                  | 욕계       | 지옥도     | 욕계산지(欲界散地)                                                                                      | - 지옥(地獄) - 8열지옥(八熱地獄) - 8한지옥(八寒地獄) |
| 2    | 축생유(畜生有)                  | 욕계       | 축생도     | 욕계산지(欲界散地)                                                                                      | - 축생처(畜生處) - 땅 · 물 · 하늘 등 각 처소에 편재함 |
| 3    | 아귀유(餓鬼有)                  | 욕계       | 아귀도     | 욕계산지(欲界散地)                                                                                      | - 아귀처(餓鬼處) - 유복덕자(有福德者): 산림(山林) · 무덤[塚] · 사당[廟神] - 무복덕자(無福德者): 부정처(不淨處)에 거처                                                                       |
| 4    | 아수라유(阿修羅有)              | 욕계       | 아수라도   | 욕계산지(欲界散地)                                                                                      | - 아수라처(阿修羅處) - 해안(海岸) - 해저궁전(海底宮殿) |
| 5    | 불바제유(弗婆提有)              | 욕계       | 인간도     | 욕계산지(欲界散地)                                                                                      | 4주(四洲) 중 - 동불바제(東弗婆提) 즉 동승신주(東勝身洲) |
| 6    | 구야니유(瞿耶尼有)              | 욕계       | 인간도     | 욕계산지(欲界散地)                                                                                      | 4주(四洲) 중 - 서우화주(西牛貨洲) 즉 서구다니(西瞿陀尼) |
| 7    | 울단월유(鬱單越有)              | 욕계       | 인간도     | 욕계산지(欲界散地)                                                                                      | 4주(四洲) 중 - 북구로주(北俱盧洲) 즉 북울단월(北鬱單越) |
| 8    | 염부제유(閻浮提有)              | 욕계       | 인간도     | 욕계산지(欲界散地)                                                                                      | 4주(四洲) 중 - 남섬부주(南贍部洲) 즉 남염부제(南閻浮提) |
| 9    | 4천처유(四天處有)               | 욕계       | 천상도     | 욕계산지(欲界散地)                                                                                      | 6욕천(六欲天) 중 - (1) 4천왕천(四天王天) 즉 4대왕중천(四大王衆天) 즉 4왕천(四王天) - 남쪽의 증장천(增長天) - 서쪽의 광목천(廣目天) - 북쪽의 다문천(多聞天)                                  |
| 10   | 33천처유 (三十三天處有)         | 욕계       | 천상도     | 욕계산지(欲界散地)                                                                                      | 6욕천(六欲天) 중 - (2) 도리천(忉利天) 즉 33천(三十三天) |
| 11   | 염마천유(炎摩天有)              | 욕계       | 천상도     | 욕계산지(欲界散地)                                                                                      | 6욕천(六欲天) 중 - (3) 야마천(夜摩天) 즉 염마천(焰摩天) |
| 12   | 도솔천유(兜率天有)              | 욕계       | 천상도     | 욕계산지(欲界散地)                                                                                      | 6욕천(六欲天) 중 - (4) 도솔천(兜率天) 즉 도사다천(都史多天) |
| 13   | 화락천유(化樂天有)              | 욕계       | 천상도     | 욕계산지(欲界散地)                                                                                      | 6욕천(六欲天) 중 - (5) 화락천(化樂天) 즉 낙변화천(樂變化天) 즉 화자재천(化自在天) |
| 14   | 타화자재천유 (他化自在天有)     | 욕계       | 천상도     | 욕계산지(欲界散地)                                                                                      | 6욕천(六欲天) 중 - (6) 타화자재천(他化自在天) |
| 15   | 초선유(初禪有)                  | 색계       | 천상도     | 4선(四禪) 즉 4정려(四靜慮) 중 - 초선(初禪) 즉 제1정려(第一靜慮)                                         | 초선3천(初禪三天) 중 - (1) 범중천(梵衆天) - (2) 범보천(梵輔天) |
| 16   | 대범천유(大梵天有)              | 색계       | 천상도     | 4선(四禪) 즉 4정려(四靜慮) 중 - 초선(初禪) 즉 제1정려(第一靜慮)                                         | 초선3천(初禪三天) 중 - (3) 대범천(大梵天) |
| 17   | 2선유(二禪有)                   | 색계       | 천상도     | 4선(四禪) 즉 4정려(四靜慮) 중 - 2선(二禪) 즉 제2정려(第二靜慮)                                          | 2선3천(二禪三天) - (4) 소광천(少光天) - (5) 무량광천(無量光天) - (6) 광음천(光音天) 즉 극광정천(極光淨天)                                                                                   |
| 18   | 3선유(三禪有)                   | 색계       | 천상도     | 4선(四禪) 즉 4정려(四靜慮) 중 - 3선(三禪) 즉 제3정려(第三靜慮)                                          | 3선3천(三禪三天) - (7) 소정천(少淨天) - (8) 무량정천(無量淨天) - (9) 변정천(遍淨天) |
| 19   | 4선유(四禪有)                   | 색계       | 천상도     | 4선(四禪) 즉 4정려(四靜慮) 중 - 4선(四禪) 즉 제4정려(第四靜慮) (무상정(無想定)과 잡수정(雜修定)은 제외) | 4선9천(四禪九天) 중 - (10) 무운천(無雲天) - (11) 복생천(福生天) - (12) 광과천(廣果天) |
| 20   | 무상유(無想有)                  | 색계       | 천상도     | 4선(四禪) 즉 4정려(四靜慮) 중 4선(四禪) 즉 제4정려(第四靜慮)에 속한 - 무상정(無想定)                    | 4선9천(四禪九天) 중 - (13) 무상천(無想天) |
| 21   | 정거아나함유 (淨居阿那含有)     | 색계       | 천상도     | 4선(四禪) 즉 4정려(四靜慮) 중 4선(四禪) 즉 제4정려(第四靜慮)에 속한 - 잡수정(雜修定)                    | 4선9천(四禪九天) 중 5정거천(五淨居天) - (14) 무번천(無煩天) - (15) 무열천(無熱天) - (16) 선견천(善見天) 즉 선현천(善現天) - (17) 선현천(善現天) 즉 선견천(善見天) - (18) 색구경천(色究竟天) |
| 22   | 공처유(空處有)                  | 무색계     | 천상도     | 4무색정(四無色定) 중 - 공무변처정(空無邊處定)                                                           | 무색계 4천(無色界四天) 중 - (1) 공처천(空處天) 즉 공무변처(空無邊處) |
| 23   | 식처유(識處有)                  | 무색계     | 천상도     | 4무색정(四無色定) 중 - 식무변처정(識無邊處定)                                                           | 무색계 4천(無色界四天) 중 - (2) 식처천(識處天) 즉 식무변처(識無邊處) |
| 24   | 불용처유(不用處有)              | 무색계     | 천상도     | 4무색정(四無色定) 중 - 무소유처정(無所有處定)                                                           | 무색계 4천(無色界四天) 중 - (3) 무소유처천(無所有處天) 즉 무소유처(無所有處) |
| 25   | 비상비비상처유 (非想非非想處有) | 무색계     | 천상도     | 4무색정(四無色定) 중 - 비상비비상처정(非想非非想處定)                                                   | 무색계 4천(無色界四天) 중 - (4) 비비상천(非非想天) 즉 비상비비상처(非想非非想處) |

## 같이 보기
- 유
- 3유
- 7유
- 25유
- 28유
- 29유
- 3계
- 3계 9지
- 6욕천
- 색계 17천
- 색계 18천
- 5정거천
- 무색계 4천

## 참고 문헌
- 고려대장경연구소. 《고려대장경 전자 불교용어사전》. 고려대장경 지식베이스 / (사)장경도량 고려대장경연구소. |title=에 외부 링크가 있음 (도움말)
- 곽철환 (2003). 《시공 불교사전》. 시공사 / 네이버 지식백과. |title=에 외부 링크가 있음 (도움말)
- 담무참 한역, 번역자 미상 (K.105, T.374). 《대반열반경》. 일명 《북본열반경》. 한글대장경 검색시스템 - 전자불전연구소 / 동국역경원. K.105(9-1), T.374(12-365). |title=에 외부 링크가 있음 (도움말)
- 운허.  동국역경원 편집, 편집. 《불교 사전》. |title=에 외부 링크가 있음 (도움말)
- (중국어) 담무참 한역 (T.374). 《대반열반경(大般涅槃經)》. 일명 《북본열반경》. 대정신수대장경. T12, No. 374, CBETA. |title=에 외부 링크가 있음 (도움말)
- (중국어) 佛門網. 《佛學辭典(불학사전)》. |title=에 외부 링크가 있음 (도움말)
- (중국어) 星雲. 《佛光大辭典(불광대사전)》 3판. |title=에 외부 링크가 있음 (도움말)
- (중국어) 제관 록 (T.1931). 《천태사교의(天台四教儀)》. 대정신수대장경. T46, No. 1931, CBETA. |title=에 외부 링크가 있음 (도움말)